# Insidious (série de films)
 Pour plus de détails, voir Fiche technique et Distribution
Insidious est une série de films d'horreur américains créée par Leigh Whannell.
La franchise comporte cinq films : Insidious (2010), Insidious : Chapitre 2 (2013), Insidious : Chapitre 3 (2015), Insidious : La Dernière Clé (2018) et Insidious: The Red Door, (2023). Ils ont rapporté un total de 542 millions de dollars dans le monde pour un budget combiné de 26,5 millions de dollars.

## Films

### Insidious(2010)
Insidious a été réalisé par James Wan, écrit par Leigh Whannell et met en scène Patrick Wilson, Rose Byrne et Barbara Hershey.
L'histoire est centrée sur un couple dont le fils entre inexplicablement dans un état comateux et devient un vaisseau pour les fantômes dans une dimension astrale.
Le film est sorti en salles le 1er avril 2011 et est le premier film distribué en salles par FilmDistrict.
Le film est un succès si bien qu'une suite est tournée peu après.

### Insidious: Chapitre 2(2013)
Insidious : Chapitre 2 est également réalisé par James Wan et écrit par Leigh Whannell. Le film met en vedette Patrick Wilson et Rose Byrne, qui reprennent leurs rôles de Josh et Renai Lambert.
Le couple cherche dans ce film à découvrir le secret qui les a laissés dangereusement connectés au monde des esprits.
Le film sort le 13 septembre 2013. C'est un succès au box-office, rapportant plus de 160 millions de dollars dans le monde, malgré des critiques mitigées.

### Insidious: Chapitre 3(2015)
Insidious : Chapitre 3 est le troisième opus de la série, écrit et réalisé par Whannell. Le film est une préquelle aux deux premiers films, et met en scène Stefanie Scott, Dermot Mulroney, Lin Shaye et Leigh Whannell lui-même.
L'histoire est centrée autour d'une fille - Quinn - qui est hantée par un démon après avoir tenté d'appeler sa mère Lillith, décédée. Il sort le 5 juin 2015 au cinéma.

### Insidious: La Dernière Clé(2018)
Le 16 mai 2016, il a été annoncé que le quatrième opus de la franchise sortirait le 20 octobre 2017. Il est annoncé que le film sera réalisé par Adam Robitel, écrit par Leigh Whannell et produit par Jason Blum, Oren Peli et James Wan. Lin Shaye reprend quant à elle son rôle d'Elise Rainier,. Le 11 octobre 2016, la date de sortie est décalée en janvier 2018.

### Insidious: The Red Door
Le 29 octobre 2020, il a été annoncé qu'un projet de suite est en préparation, dont le scénario serait écrit par Scott Teems basé sur une histoire de Whannell. Il se concentrera sur un Dalton adulte, un rôle repris par l'acteur Ty Simpkins, alors qu'il se dirige vers l'université. Le réalisateur serait Patrick Wilson, tête d'affiche de la franchise.
Il sort le 5 juillet 2023 au cinéma.

## Fiche technique
| Équipe technique                    | Films                 | Films                         | Films                         | Films                              | Films                          |
| Équipe technique                    | Insidious (2010)      | Insidious : Chapitre 2 (2013) | Insidious : Chapitre 3 (2015) | Insidious : La Dernière Clé (2018) | Insidious: The Red Door (2023) |
| ----------------------------------- | --------------------- | ----------------------------- | ----------------------------- | ---------------------------------- | ------------------------------ |
| Titre original                      | Insidious             | Insidious: Chapter 2          | Insidious: Chapter 3          | Insidious: The Last Key            | Insidious: The Red Door        |
| Réalisateurs                        | James Wan             | James Wan                     | Leigh Whannell                | Adam Robitel                       | Patrick Wilson                 |
| Scénaristes                         | Leigh Whannell        | Leigh Whannell                | Leigh Whannell                | Leigh Whannell                     | Scott Teems                    |
| Producteurs                         | Jason Blum            | Jason Blum                    | Jason Blum                    | Jason Blum                         | Jason Blum                     |
| Producteurs                         | Oren Peli             |                               |                               |                                    |                                |
| Producteurs                         | Steven Schneider      |                               | James Wan                     | James Wan                          | James Wan                      |
| Producteurs                         |                       |                               | Steven Schneider              |                                    |                                |
| Directeurs de la photographie       | John R. Leonetti      | John R. Leonetti              | Brian Pearson                 | Toby Oliver                        | Autumn Eakin                   |
| Directeurs de la photographie       | David M. Brewer       |                               |                               |                                    |                                |
| Compositeur                         | Joseph Bishara        | Joseph Bishara                | Joseph Bishara                | Joseph Bishara                     | Joseph Bishara                 |
| Monteurs                            | Kirk M. Morri         | Kirk M. Morri                 | Timothy Alverson              | Timothy Alverson                   | Derek Ambrosi                  |
| Monteurs                            | James Wan             |                               |                               |                                    | Michel Aller                   |
| Sociétés de production              | Blumhouse Productions | Blumhouse Productions         | Blumhouse Productions         | Blumhouse Productions              | Blumhouse Productions          |
| Sociétés de production              | Stage 6 Films         |                               |                               |                                    |                                |
| Sociétés de production              |                       |                               | Entertainment One             |                                    | Screen Gems                    |
| Sociétés de distribution États-Unis | FilmDistrict          | FilmDistrict                  | Focus Features                | Universal Pictures                 | Sony Pictures                  |
| Durée                               | 102 minutes           | 106 minutes                   | 98 minutes                    | 104 minutes                        | 107 minutes                    |
| Dates de sortie États-Unis          | 1er avril 2011        | 13 septembre 2013             | 5 juin 2015                   | 5 janvier 2018                     | 7 juillet 2023                 |
| Dates de sortie France              | 15 juin 2011          | 2 octobre 2013                | 8 juillet 2015                | 3 janvier 2018                     | 5 juillet 2023                 |

## Distribution
| Personnage                       | Films                        | Films                         | Films                         | Films                              | Films                             |
| Personnage                       | Insidious (2010)             | Insidious : Chapitre 2 (2013) | Insidious : Chapitre 3 (2015) | Insidious : La Dernière Clé (2018) | Insidious: The Red Door (2023)    |
| Humains                          | Humains                      | Humains                       | Humains                       | Humains                            | Humains                           |
| -------------------------------- | ---------------------------- | ----------------------------- | ----------------------------- | ---------------------------------- | --------------------------------- |
| Élise Rainier                    | Lin Shaye                    | Lin Shaye                     | Lin Shaye                     | Lin Shaye                          | Lin Shaye (caméo)                 |
| Élise Rainier                    |                              | Lindsay Seim (jeune)          |                               | Ava Kolker (jeune)                 |                                   |
| Élise Rainier                    |                              |                               | Hana Hayes (adolescente)      |                                    |                                   |
| Steven Specs                     | Leigh Whannell               | Leigh Whannell                | Leigh Whannell                | Leigh Whannell                     | Leigh Whannell (caméo)            |
| Tucker                           | Angus Sampson                | Angus Sampson                 | Angus Sampson                 | Angus Sampson                      | Angus Sampson (caméo)             |
| Josh Lambert                     | Patrick Wilson               | Patrick Wilson                |                               | Patrick Wilson (caméo)             | Patrick Wilson                    |
| Josh Lambert                     | Josh Feldman (enfant)        | Garrett Ryan (jeune)          | Garrett Ryan (jeune)          |                                    |                                   |
| Renai Lambert                    | Rose Byrne                   | Rose Byrne                    |                               | Rose Byrne (caméo)                 | Rose Byrne                        |
| Dalton Lambert                   | Ty Simpkins                  | Ty Simpkins                   |                               | Ty Simpkins (caméo)                | Ty Simpkins                       |
| Loraine Lambert                  | Barbara Hershey              | Barbara Hershey               |                               | Barbara Hershey (voix)             | Barbara Hershey (image d’archive) |
| Loraine Lambert                  | Jocelin Donahue (jeune)      |                               |                               |                                    |                                   |
| Foster Lambert                   | Andrew Astor                 | Andrew Astor                  |                               |                                    | Andrew Astor                      |
| Kali Lambert                     | Brynn Bowie et Madison Bowie | Brynn Bowie et Madison Bowie  |                               |                                    | Juliana Davies                    |
| Carl                             |                              | Steve Coulter                 | Steve Coulter                 |                                    | Steve Coulter (caméo)             |
| Carl                             | Hank Harris (jeune)          |                               |                               |                                    |                                   |
| Quinn Brenner                    |                              |                               | Stefanie Scott                |                                    |                                   |
| Sean Brenner                     |                              |                               | Dermot Mulroney               |                                    |                                   |
| Mélissa Rainier                  |                              |                               |                               | Spencer Locke                      |                                   |
| Imogen Rainier                   |                              |                               |                               | Caitlin Gerard                     |                                   |
| Christian Rainier                |                              |                               |                               | Bruce Davison                      |                                   |
| Christian Rainier                |                              |                               | Pierce Pope (jeune)           |                                    |                                   |
| Christian Rainier                |                              |                               | Thomas Robie (adolescent)     |                                    |                                   |
| Entités                          |                              |                               |                               |                                    |                                   |
| Parker Crane La Mariée en noir   |                              | Tom Fitzpatrick               | Tom Fitzpatrick               |                                    |                                   |
| Parker Crane La Mariée en noir   | Philip Friedman              | Tyler Griffin (jeune)         |                               |                                    |                                   |
| Démon rouge à lèvres             | Joseph Bishara               |                               | Joseph Bishara                | Joseph Bishara                     | Joseph Bishara                    |
| Démon aux cheveux longs          | J. LaRose                    | J. LaRose                     |                               |                                    |                                   |
| Michelle Crane La Dame en blanc  |                              | Danielle Bisutti              |                               |                                    |                                   |
| L'homme qui ne peut pas respirer |                              |                               | Micheal Reid MacKay           |                                    |                                   |
| KeyFace                          |                              |                               |                               | Javier Botet                       |                                   |

## Accueil

### Box-office
| Film                               | Budget (estimation) | Box office              | Box office               | Nombre d'entrées           | Références |
| Film                               | Budget (estimation) | États-Unis / Canada     | Monde                    | France                     | Références |
| ---------------------------------- | ------------------- | ----------------------- | ------------------------ | -------------------------- | ---------- |
| Insidious (2010)                   | 1 500 000 $         | 54 009 150 $            | 100 106 454 $            | 459 705 entrées            | ,          |
| Insidious : Chapitre 2 (2013)      | 5 000 000 $         | 83 586 447 $            | 161 919 318 $            | 496 785 entrées            | ,          |
| Insidious : Chapitre 3 (2015)      | 10 000 000 $        | 52 218 558 $            | 112 983 889 $            | 386 423 entrées            | ,          |
| Insidious : La Dernière Clé (2018) | 10 000 000 $        | 67 745 330 $            | 167 885 588 $            | 556 586 entrées            | ,          |
| Insidious: The Red Door (2023)     | 16 000 000 $        | 78 081 584 $ (en cours) | 174 381 584 $ (en cours) | 772 856 entrées (en cours) |            |
| Totaux                             | 42 500 000 $        | 328 561 158 $           | 717 276 833 $            | 2 464 227 entrées          |            |

### Accueil critique
| Film                               | AlloCiné presse | AlloCiné spectateurs | IMDb   | Rotten Tomatoes       | Metacritic   |
| ---------------------------------- | --------------- | -------------------- | ------ | --------------------- | ------------ |
| Insidious (2010)                   | 3,2/5           | 3,5/5                | 6,8/10 | 66% (175 évaluations) | 52 (30 avis) |
| Insidious : Chapitre 2 (2013)      | 2,3/5           | 3,6/5                | 6,6/10 | 40% (124 évaluations) | 40 (30 avis) |
| Insidious : Chapitre 3 (2015)      | 2,3/5           | 3,2/5                | 6,1/10 | 59% (124 évaluations) | 52 (26 avis) |
| Insidious : La Dernière Clé (2018) | 2,3/5           | 2,7/5                | 5,7/10 | 33% (106 évaluations) | 49 (23 avis) |
| Insidious: The Red Door (2023)     | 2,1/5           | 2,2/5                | 6,0/10 | 38% (104 évaluations) | 45 (23 avis) |